# Гиллер, Арон Григорьевич
Арон Григорьевич Гиллер (14 января 1883, Пинск — 13 ноября 1961, Москва) — советский геоботаник, специалист по полезным растениям, популяризатор ботаники.

## Биография
Сын купца Гирши Ицковича Гиллера. До конца 1907 был активным участником революционного движения. В 1907 поступил па естественное отделение физико — математического факультета Петербургского университета, по вскоре принужден был эмигрировать за границу. Учился в Сорбонне. Потом переехал в Монпелье, поступил в местный университет. В 1909 окончил естественное отделение (подготовительное), а в 1912 получил звание кандидата естественных наук. Работал в Химическом институте университета и в 1913 получил диплом инженера — химика.

В конце 1913 возвратился на родину в Россию, был в ссылке в Архангельской губернии.

С 1921 ассистент В. В. Алехина в Московской горной академии. В 1923 организовал научно-популярный журнал «Хочу все знать». В 1929 был избран действительным членом научно-исследовательского ин-та им. К. А. Тимирязева. С 1931 работал на Всесоюзной радикологической станции, сначала заведующим Сектором флоры и экспедиций, а затем заместителем директора по научной части.

В конце 1932 перешёл в Институт новых лубяных культур заведующим сектором физиологии и радикологии. С 1933 работал в Институте каучука и гуттаперчи, с 1934 — в Научно-исследовательском институте методов краеведческой работы (ныне Институт краеведческой и музейной работы), в котором с 1941 заведовал естественно-историческим отделом (отдел природы). С 1934 состоял членом президиума, а затем зам. председателя Всероссийского общества охраны природы. Состоял также членом президиума и зав. секцией технических растений Комитета по растительным ресурсам.

В 1949 по обвинению в шпионаже и антисоветской агитации он был арестован и 8 июля 1950 ОСО при МГБ СССР приговорен к 15 годам лагерей.

18 августа 1956 г. определением Военной коллегии Верховного суда СССР реабилитирован. Вернувшись в Москву занимал должность учёного секретаря секции охраны природы Московского общества испытателей природы.

## Научные работы
- «Зеленая политика», 1934 // Советское краеведение, № 11, стр. 12—18.
- «Инструкция по изучению парков», 1934 // Советское краеведение, № 7, стр. 17.
- «Пионер облесения песков», 1934 // Советское краеведение, № 8.
- «Озеленение населенных пунктов», 1934 // Советское краеведение, № 11.
- «Проблема зелёного строительства», 1935 // Природа и социалистическое хозяйство, № 7, стр. 52—71.
- «Отчет о работе Всероссийского общества охраны природы за 1938—1947 гг», 1948 // Охрана природы, № 1, стр. 18—28.
- «Обзор деятельности Всероссийского общества охраны природы по охране флоры и растительности», 1948 // Охрана природы, № 1, стр. 43—60.